# Billaea fortis
Billaea fortis là một loài ruồi trong họ Tachinidae.